# Saint-Julien-du-Tournel
Saint-Julien-du-Tournel este o comună mică în departamentul Lozère din sudul Franței. În 2009 avea o populație de 112 de locuitori.

## Evoluția populației
| An        | 1975 | 1982 | 1990 | 1999 | 2006 | 2009 |
| --------- | ---- | ---- | ---- | ---- | ---- | ---- |
| Populație | 148  | 146  | 109  | 109  | 98   | 112  |